# نطور (مستوطنة إسرائيلية)
نطور (بالعبريّة: נָטוּר) هي مستوطنة إسرائيليّة تقع في جنوب مرتفعات الجولان، كانت تعدّ سابقًا كيبوتس (קיבוץ) حتّى بداية كانون الثّاني من 2008، ومن ثم تحوّلت إلى موشاف (مستوطنة - מושב).
يعود اسم المستوطنة إلى الاسم العربيّ للرّابية المجاورة لها الّتي تمتدّ على هضبة تقع جنوب مرتفعات الجولان، على بعد نحو 5 كيلومترات غرب "هضبة مجشيميم" (רמת מגשימים)، وبالقرب من وادي السمك (נחל סמך).
بالقرب من مدخل المستوطنة يوجد بستان من أشجار الكينا يحتوي على موقف سيّارات للمسافرين يسمّى "موقف باجوريا"، وفي الشّتاء بالإمكان رؤية بركة مياه فيه.

## تاريخ
عام 1977 أعلنت حركة "هشومير هتسعير"، وهي حركة شباب صهيونيّة، عن إقامة إحدى عشرة نواة استيطانيّة جديدة في قلب الجليل لأجل خرّيجي الصّفّ الحادي عشر التّابعين للحركة، إذ انتقل لهذه المناطق 650 طالبًا في الحركة من جميع أنحاء البلاد. تُعدّ مجموعة الأنوية الاستيطانيّة هذه من أكبر المجموعات الّتي أقامتها الحركة منذ سنوات، وقد شملت ثلاث أنوية أُعدّت لتتحوّل لاحقًا إلى مناطق سكنيّة. نطور كانت إحدى هذه الأنوية، إذ استمرّت أعمال تجهيز الأرض فيها حتّى عام 1978، حيث شُرع بأعمال البناء، حتّى إقامة الكيبوتس في بداية عام 1980.
رافق إنشاء المستوطنة نقاش بين "حراك الكيبوتس الوطنيّ" (תנועת הקיבוץ הארצי) وهشومير هتسعير، إذ عارض الأخير إقامة مستوطنات خارج الخطّ الأخضر، في حين ادّعى الأوّل أنّ الحفاظ على مرتفعات الجولان بعد احتلالها في حرب الأيّام السّتّة وضمان مستوطنات الجليل ووادي الأردن يستوجبان استيطان أجزاء من الجولان، إذ آمن أعضاء الكيبوتس الوطنيّ بأنّ تحقيق السّلام مع سوريا يتطلّب التّنازل عن الجزء الشّرقيّ من الجولان، في حين أنّ الجزء الغربيّ، الّذي أيضًا يقع خارج حدود الخطّ الأخضر والّذي خُطّط تأسيس نطور ضمن حدوده، عليه أن يبقى تحت سيطرة إسرائيل.
تلت هذا النّقاش محادثات حول طبيعة المستوطنة المخطّط بناؤها، إذ رمى الكيبوتس الوطنيّ إلى إقامة مستوطنة يمكث فيها جنود ناحال (היאחזות נח"ל) ليتدرّبوا هناك، في حين طالب ممثّلو المستوطنات في الجولان بإقامة مستوطنة مدنيّة ضمن برنامج تطوير الجولان وتوطينه. انتهت هذه المحادثات بحلّ لم يسبق له مثيل – إقامة مستوطنة يقطن فيها مواطنون مدنيّون إلى جانب جنود ناحال.
عام 1985 تلقّى الكيبوتس والمستوطنات الأخرى في مرتفعات الجولان ووادي الأردن مساعدات حكوميّة طارئة في أعقاب أزمة التّضخّم في إسرائيل والدّيون المتراكمة.
عقب مؤتمر مدريد وبدء محادثات السّلام بين إسرائيل وسوريا عام 1991، أعلن سكّان الكيبوتس عن نيّتهم برفض مغادرة المستوطنة لأجل معاهدات سلام، مدّعين بأنّ الكيبوتس أصبح ملكًا لهم لا يمكن الاستغناء عنه، وبأنّ الانسحاب من الأنوية الاستيطانيّة الّتي أقيمت في الجولان قد يؤول إلى انتقال الحدود مع سوريا إلى بحيرة طبريّا، ممّا قد يحول دون تحقيق أمن فعليّ دائم للإسرائيليّين.

## التّعليم
توجد في المستوطنة مدرستان ثانويّتان ("تمار" و"ريجافيم") ومدرستان ابتدائيّتان، إحداهما تسمّى "شورشيم" للصّفوف الأوّل حتّى الثّامن، والّتي تضمّ طلّابًا من عائلات علمانيّة ومتديّنة، والأخرى تسمّى "معيَنوت" للصّفوف الأوّل حتّى السّادس. في عام 2014، بُني حرم مؤقّت في نطور يعمل بمثابة كلّيّة. شكّل الحرم إطارًا جديدًا بدأ العمل فيه عام 2012، حيث يدرس فيه خرّيجو الصّفّ الثّاني عشر العلمانيّون والمتدينيون داخل ناحال.